# Jane Bryan
Jane Bryan (11 de junio de 1918-8 de abril de 2009) fue una actriz cinematográfica de nacionalidad estadounidense.

## Biografía
Su verdadero nombre era Jane O'Brien, y nació en Hollywood, California, siendo su padre un abogado de Los Ángeles. Preparada por Warner Bros. para ser una de las actrices protagonistas del estudio, su carrera duró únicamente cuatro años, ya que decidió retirarse en 1940 tras casarse. Aun así, hizo destacados papeles en películas de renombre como Marked Woman (1937, con Humphrey Bogart y Bette Davis, a la que la unía una gran amistad), Kid Galahad (1937, con Edward G. Robinson, Bette Davis y Humphrey Bogart), A Slight Case of Murder (1938, con Edward G. Robinson), Each Dawn I Die (1939, con James Cagney y George Raft), y Invisible Stripes (1939, con George Raft, William Holden y Humphrey Bogart).
Bryan se casó con el empresario Justin Whitlock Dart en el día de Nochevieja de 1939. En 1945 Dart se hizo cargo de la entonces tambaleante cadena de productos farmacéuticos Rexall Drug, formando Dart-Kraft Inc., un conglomerado de productos de consumo y alimentos. El matrimonio tenía una firme ideología republicana, y ayudaron a persuadir a su amigo personal, el antiguo actor Ronald Reagan, al cual había conocido ella durante el rodaje de Brother Rat, a presentarse como candidato a Presidente de los Estados Unidos en 1980. La pareja continuó unida hasta la muerte de Dart, ocurrida en 1984.
Además de su faceta interpretativa, Bryan trabajó en la United States Commission of Fine Arts en Washington D. C. desde 1971 a 1976 y, apasionada de la arqueología, viajó mucho y se convirtió en directora del Museo de Historia Natural de Los Ángeles.
Jane Bryan falleció en 2009 en su domicilio en Pebble Beach, California, a causa de una larga enfermedad. Tenía 90 años de edad. Le sobrevivieron sus tres hijos, Guy Michael Dart, Jane Dart Tucker y Stephen M. Dart; tres nietos; dos bisnietos y dos hermanos, William y Donald O'Brien. Fue enterrada en el Cementerio Greenfield Holy Trinity de Greenfield.

## Filmografía
- The Case of the Black Cat, de William C. McGann (1936)
- The Captain's Kid, de Nick Grinde (1936)
- Under Southern Stars, de Nick Grinde (1937)
- The Marked Woman, de Lloyd Bacon (1937)
- The Cherokee Strip, de Noel M. Smith (1937)
- Kid Galahad, de Michael Curtiz (1937)
- Confession, de Joe May (1937)
- A Slight Case of Murder, de Lloyd Bacon (1938)
- The Sisters, de Anatole Litvak (1938)
- Girls on Probation, de William C. McGann (1938)
- Brother Rat, de William Keighley (1938)
- The Man Who Dared, de Crane Wilbur (1939)
- La solterona (The Old Maid), de Edmund Goulding (1939)
- Each Dawn I Die, de William Keighley (1939)
- These Glamour Girls, de S. Sylvan Simon (1939)
- We Are Not Alone, de Edmund Goulding (1939)
- Invisible Stripes, de Lloyd Bacon (1939)
- Brother Rat and a Baby, de Ray Enright (1940)